# 日本映画社
日本映画社（にっぽんえいがしゃ）は、昭和前期に存在した日本の映画会社である。略称、日映。1940年社団法人として設立、1946年株式会社化、1951年解散。第二次世界大戦中に大日本帝国政府の意向を受けたニュース映画、国策宣伝映画を製作したほか、記録映画、教育映画、科学映画を多数製作した。1932年から1933年まで存在した「日本映画株式会社」とは別の事業体である。

## 概要
1940年（昭和15年）4月に各大手新聞及び同盟通信のニュース映画部門を統合した「社団法人日本ニュース映画社」として設立され、翌年の1941年（昭和16年）に「社団法人日本映画社」と改称。敗戦時の従業員総数は900名余り、うち未復員者310名。
戦後、経営陣は戦争責任を追及される中、1945年（昭和20年）9月20日、従業員1220人を150人に整理すると通告するも10月に解散。同年12月に従業員有志により改組再建され、根岸寛一を社長に350名の元社員が残り、株式会社化し、「株式会社日本映画社」となった。岩崎昶が製作局長兼ニュース・プロデューサーに就き、加納竜一、白井茂、高木俊郎、伊東寿恵男らがいた。
しかし短編記録映画の需要が低く、約半年で経営危機となり、東宝と業務提携を結んだが、従業員161名が解雇され、根岸、岩崎、高木の3役員は退任、東宝の渾大坊五郎が製作局長に就任した。
1951年（昭和26年）に日本映画新社、日映学芸映画製作所、日映科学映画製作所(日映学芸映画製作所と日映科学映画製作所は後に合併)、日映美術に分社化され、解散した。
略称をもとにした「日央日」（右横書きで日映と読める）の左右対称型ロゴマークで知られる。

## 沿革
- 1939年 - 映画法が制定され、映画館で映画の上映前後には必ずニュース映画を上映することが義務付けられる。
- 1940年4月 - 政府の統制を容易にするため、朝日新聞社、大阪毎日新聞社（東京日日新聞・大阪毎日新聞）、読売新聞社の大手新聞3社と同盟通信社のニュース映画部門が統合され、社団法人日本ニュース映画社となる。一時は1,000人を超すスタッフを有する一大報道機関となる[3]。
  - 同年6月「日本ニュース」第1号封切られる。記念すべきトップ項目は「昭和天皇関西御巡幸」であった。
  - 皇室関連のニュースは必ずトップ扱いであった（例えば第157号では、山本五十六国葬の前に、昭和天皇の海軍大学校・軍令部訪問のニュースが入っている）。また敬意を表す意味で当該ニュースの冒頭、右上（縦書きの場合。作品によっては画面いっぱい）に「脱帽」、ないしは「謹寫」（きんしゃ）の字幕が出た。
  - 当時の製作データ
    - 題字　高田正二郎
    - テーマソング作曲　野川香文
    - タイトル彫刻　日名子実三（金鵄が日本を中心とした地球の上に立っているもので、ナチス・ドイツの『ドイツ週間ニュース』のタイトルを参考にしたとされる）
    - タイトル撮影　林田重男
    - ナレーション　前田晃、内田正直
- 1941年 - 東宝、松竹の文化映画部門と各文化映画製作会社を吸収し、社団法人日本映画社へ改組。週1本のニュース映画と多数のプロパガンダ映画を製作する。
  - 皇室・国軍・一部国外ニュースについては各官庁、特に軍部の厳格・厳重なる検閲が実施された。検閲をクリアした項目については「XXX（検閲した機関の名前、海軍省や要塞司令部がほとんどであった）検閲済」の字幕を入れていた[3]。
  - また軍事機密保持の観点から、「〇〇部隊」「〇〇基地」といった伏せた表現も用いられた。
- 1945年 - 終戦により、映画法廃止。戦没した従軍カメラマンは45人に及んだ[3]。旧体制下では、同年12月封切の日本ニュース第264号が最終号となる。なお同年11月封切の第259号からは、連合国軍最高司令官総司令部（GHQ）の定めるプレスコードによる検閲の対象となっており、オープニングに民間検閲支隊（CCD）の認証番号が入れられている。9月14日に原爆投下後の広島と原爆投下後の長崎を撮影("The General Effects of the Atomic Bombs on Hiroshima and Nagasaki"（日本語タイトル「広島・長崎における原子爆弾の影響」）)の撮影を決定。翌年5月に完成させるもGHQにより没収される[4]。
- 1946年 - 社団法人日本映画社は、株式会社日本映画社へ改組。『日本の悲劇』上映禁止となる。
  - 1月1日公開分から「新生日本ニュース」として再出発。第1号冒頭で、

と、製作方針の転換を表明。トップ項目は「公職追放令」で、前年まで投獄されていた宮本顕治がインタビュー出演している。これ以後、「遂に居据った幣原内閣」など、政府当局と一線を画した報道へとシフトする。また東亜発声株式会社の協力による街頭録音、投書と映像で構成される「みなさんの声」など、一般国民の声を積極的に取り上げはじめる。同年、東宝が配給会社となる。
- 1948年 - 『生きているパン』公開。北大教授中谷宇吉郎との共作『霜の花』、『大雪山の雪』完成。ニュース映画では清水崑による風刺コーナー「漫画の頁」はじまる。5月上映の「学生はどうしている」「“芸術？”に御用」では、はじめて女性の裸体が映る。
- 1949年 - 日本映画社教育映画部、朝日文化賞受賞。
- 1949年 - 『空気のなくなる日』　渡辺善夫、うしおそうじらが参加し、合成作画を担当した。
- 1950年 - 『いねの一生』公開。
- 1951年 - 東宝の全額出資により、ニュース映画部門を中心に株式会社日本映画新社へ改組。教育映画部は日映科学映画製作所と日映学芸映画製作所に分社化。映画のタイトルなどを製作するスタッフは、日映美術を事業化した。

## 原爆災害記録映画の没収
広島・長崎での原爆投下後、日本映画社では記録映画班を組織し、9月7日に東京を出発、同月25日から広島・長崎で撮影を開始、10月17日に撮影班の一人がアメリカ憲兵に拘束され、同月19日に占領軍総司令部より撮影禁止が伝えられ、同月29日に第一次撮影を終了した。
同年12月12日、総司令部民間情報教育局から正式に撮影禁止が発令され、同月17日に原爆関係の一切のフィルムを総司令部に提出するよう命じられた。交渉の結果、進行中の原爆災害記録映画は、米国戦略爆撃調査団からの委嘱の形で、日本映画社が制作続行することになり、同年12月22日から撮影を再開、翌1946年4月に1万5000フィートの記録映画が完成したが、この「広島・長崎における原子爆弾の影響」とネガ3万フィートを含むすべての原爆関連資料がアメリカ側に没収された。
社員だった岩崎昶、加納竜一、伊東寿恵男の手配で、わずかに10巻のフィルムが秘密裏に日本に保管された。